# Langsporig dwergvliesje
Het langsporig dwergvliesje (Leptosporomyces raunkiaeri) is een schimmel behorend tot de familie Atheliaceae. Het leeft saprotroof op dood naaldhout. Het komt voor in naaldbos en gemengd bos.

## Verspreiding
In Nederland komt het langsporig dwergvliesje zeer zeldzaam voor.